# Hylaeus moricei
Hylaeus moricei är en biart som först beskrevs av Heinrich Friese 1898.  Hylaeus moricei ingår i släktet citronbin, och familjen korttungebin. Inga underarter finns listade i Catalogue of Life.